# Maria Giubilei
Maria Giubilei (Roma, 27 de diciembre de 1998) es una deportista italiana que compite en vela en la clase Nacra 17.
Ganó tres medallas en el Campeonato Mundial de Nacra 17 entre los años 2021 y 2024, y cuatro medallas en el Campeonato Europeo de Nacra 17 entre los años 2022 y 2025.

## Palmarés internacional
| \| Campeonato Mundial \| Campeonato Mundial \| Campeonato Mundial \| Campeonato Mundial \| \| Año \| Lugar \| Medalla \| Clase \| \| ------------------ \| -------------------------- \| ------------------ \| ------------------ \| \| 2021 \| Al Musanah (Omán) \| Medalla de plata \| Nacra 17 \| \| 2022 \| St. Margarets Bay (Canadá) \| Medalla de plata \| Nacra 17 \| \| 2024 \| La Grande-Motte (Francia) \| Medalla de bronce \| Nacra 17 \| \| Campeonato Europeo \| \| \| \| \| Año \| Lugar \| Medalla \| Clase \| \| 2022 \| Aarhus (Dinamarca) \| Medalla de bronce \| Nacra 17 \| \| 2023 \| Vilamoura (Portugal) \| Medalla de bronce \| Nacra 17 \| \| 2024 \| Palermo (Italia) \| Medalla de plata \| Nacra 17 \| \| 2025 \| Salónica (Grecia) \| Medalla de plata \| Nacra 17 \| |                            |                   |          |
| Campeonato Mundial |                            |                   |          |
| Año | Lugar                      | Medalla           | Clase    |
| 2021 | Al Musanah (Omán)          | Medalla de plata  | Nacra 17 |
| 2022 | St. Margarets Bay (Canadá) | Medalla de plata  | Nacra 17 |
| 2024 | La Grande-Motte (Francia)  | Medalla de bronce | Nacra 17 |
| Campeonato Europeo |                            |                   |          |
| Año | Lugar                      | Medalla           | Clase    |
| 2022 | Aarhus (Dinamarca)         | Medalla de bronce | Nacra 17 |
| 2023 | Vilamoura (Portugal)       | Medalla de bronce | Nacra 17 |
| 2024 | Palermo (Italia)           | Medalla de plata  | Nacra 17 |
| 2025 | Salónica (Grecia)          | Medalla de plata  | Nacra 17 |